# John Henry Haynes

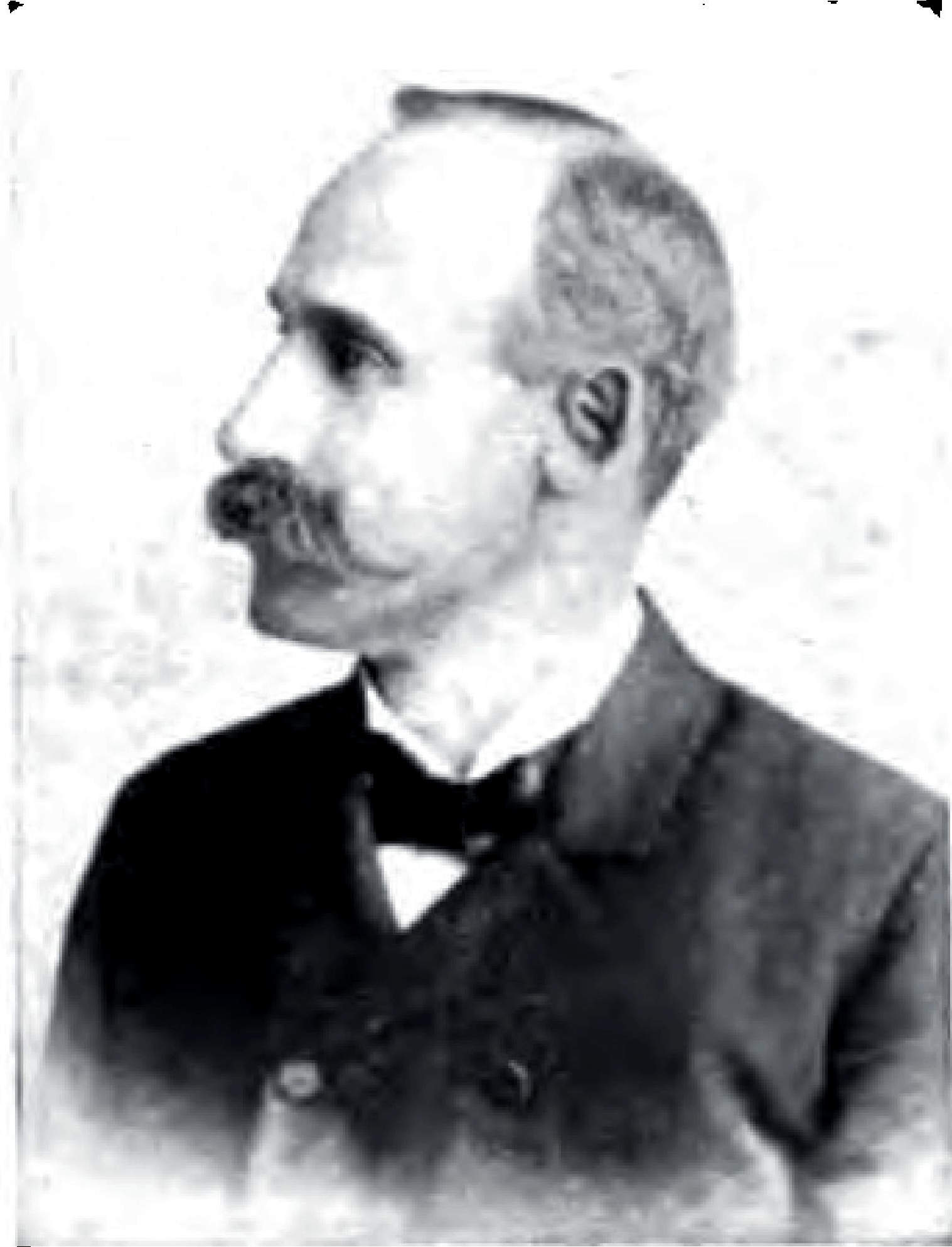
John Henry Haynes (publiziert 1915)

John Henry Haynes (* 27. Januar 1849 in Rowe, Franklin County, Massachusetts; † 29. Juni 1910 in North Adams, Berkshire County, Massachusetts) war ein US-amerikanischer Archäologe, Fotograf und Diplomat. Bekannt wurde er insbesondere durch seine Beteiligung an den US-amerikanischen Ausgrabungen in Nippur zwischen 1888 und 1900. Haynes gilt in den Vereinigten Staaten als Pionier der archäologischen Fotografie.

## Leben

### Anfänge
John Henry Haynes wurde Anfang 1849 in der ländlichen Gemeinde Rowe im westlichen Massachusetts geboren und wuchs auf dem Bauernhof seiner Eltern auf. Ab 1868 ging er auf eine High School in der Kleinstadt North Adams, bevor er ab 1872 am Williams College im nah gelegenen Williamstown studierte. Nach seinem Abschluss wurde er zum Direktor der High School von Williamstown bestimmt. 1880 wechselte er kurzzeitig an eine High School in South Hadley, bevor er sich als Assistent von William James Stillman einer archäologischen Expedition nach Kreta anschloss.  Da das Osmanische Reich, zu dem Kreta damals gehörte, den Amerikanern eine Grabungserlaubnis verweigerte, schlug die Expedition ihr Lager im griechischen Athen auf, wo Stillman Haynes in der Fotografie ausbildete. 1881 ging Haynes daher als Fotograf mit einer Expedition des Archaeological Institute of America nach Assos, einer antiken griechischen Stadt an der heute türkischen Ägaisküste.
Nach Ende seiner Arbeit in Assos reiste Haynes nach Konstantinopel, wo er eine Stelle als Tutor am Robert College annahm, einer US-amerikanischen Schule. Die Schulferien nutzte er über die nächsten Jahren für ausgiebige Reisen durch das Osmanische Reich, unter anderem entlang der Schwarzmeerküste und bis zum Euphrattal. 1884 wurde er von William Hayes Ward auf eine von Catharine Lorillard Wolfe finanzierte und deshalb Wolfe Expedition genannte Ausgrabungsreise durch den Nahen Osten eingeladen, die diverse archäologische Fundplätze der Region besuchte und dokumentierte. Haynes wirkte auch dort als Fotograf. Anschließend wirkte er von 1885 bis 1887 als Lehrer am Central Turkey College in Aintab (dem heutigen Gaziantep), einer Missionarsschule des American Board of Commissioners for Foreign Missions (ABCFM). Bald stieg er an der Schule zum Schatzmeister auf und übernahm später die gleiche Funktion auch für das ABCFM.

### Ausgrabungen in Nippur
1888 war Haynes Teil der sogenannten Babylonian Expedition des University Museum der University of Pennsylvania, die die archäologische Erforschung Nippurs zum Ziel hatte. Haynes fungierte als Geschäftsführer und Fotograf der Expedition und koordinierte auch die Feldforschungen. Einige der dort von Haynes angefertigten Fotografien dokumentierten auch das Alltagsleben der lokalen Hilfsarbeiter in ethnographischer Manier. Um die Organisation der Ausgrabungen in dem politisch verworfenen Gebiet im heutigen Irak besser koordinieren zu können, wurde Haynes 1889 vom US-Außenministerium zum US-amerikanischen Konsul in Bagdad ernannt.
Die erste Grabungskampagne in Nippur von 1888 bis 1889, die vom Orientalisten John Punnett Peters geleitet wurde, brachte nur wenige bedeutende archäologische Funde hervor und war stattdessen von internen Streitigkeiten und Konflikten mit der lokalen Bevölkerung. Viele Mitglieder des Teams, darunter der Assyriologe Hermann Volrath Hilprecht, weigerten sich daher, für eine zweie Kampagne nach Nippur zurückzukehren, die daher von Pers und Haynes von 1889 bis 1890 allein bewerkstelligt wurde. Während dieser zweiten Kampagne wurden tausende Tontafeln entdeckt. Trotz dieser vielversprechenden Funde weigerte sich nun auch Peters, noch einmal nach Nippur zurückzukehren.

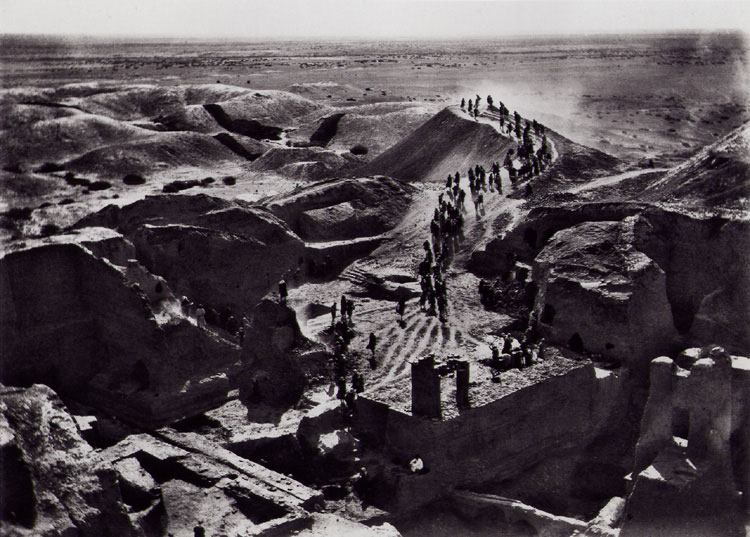
Ausgrabungen in Nippur, fotografiert um 1894 von Haynes

Haynes führte deshalb eine dritte Kampagne von 1893 bis 1896 allein durch, einige Zeit lang unterstützt durch den studierten Architekten Joseph A. Meyer (1856–1894). Als Haynes 1896 schließlich neue Verstärkung erhielt, erklärte er die Sicherheitslage für unzumutbar und ließ das Camp evakuieren. Nach seiner Rückkehr in die USA heiratete er Cassandria Artella Smith, die er 1898 für eine vierte Kampagne nach Nippur mitbrachte. Dort zerbrach die Ehe bald. Unterstützung erhielt Haynes diesmal von Clarence Stanley Fisher, Valentine Geere und später auch Hermann Volrath Hilprecht. Obgleich Haynes für den Fund von 23.000 weiteren Tontafeln verantwortlich war, sprachen sowohl Fisher als auch Hilprecht ihm die Kompetenz ab und deklarierten seine Funde als eigene Errungenschaften. Diese letzte Kampagne endete 1900.

### Letzte Lebensjahre und Nachleben
Nach dem Ende der Ausgrabungen in Nippur erkrankte Haynes an einer psychischen Störung und verbrachte einige Zeit in einer Irrenanstalt. Er starb 61-jährig im Sommer 1910 im Haus seiner Schwester in North Adams, Massachusetts. Sein Grabstein ist vom Schwarzen Obelisken des assyrischen Königs Salmānu-ašarēd III. inspiriert, zeigt aber im Gegensatz zum Original das Zikkurat von Nippur. Haynes’ fotografisches Werk blieb zu wesentlichen Teilen unveröffentlicht; andere seiner Bilder erschienen anonym oder wurden anderen Fotografen zugeordnet. Haynes selbst ist daher eine recht unbekannte Figur in der Geschichte der US-amerikanischen Archäologie, wenngleich er als einer der ersten in bedeutsamen Maße in der archäologischen Fotografie wirkte.
Eine Skizze von Haynes’ Laufbahn und fotografischem Schaffen publizierte der Archäologe Edward L. Ochsenschlager 2005 in einem Kapitel in seiner Monografie über die Marsch-Araber. 2011 legte der Kunsthistoriker Robert G. Ousterhout eine Monografie zu Haynes vor, die sich besonders auf die künstlerischen Aspekte von dessen fotografischem Schaffen konzentrierte. Von November 2012 bis Februar 2013 wurden Fotografien von Haynes von seinen Reisen durch Anatolien in den 1880er Jahren in der Gennadios-Bibliothek der American School of Classical Studies at Athens gezeigt. Als Kuratoren der Ausstellung fungierten Ousterhout und die griechische Archäologin Maria Georgopoulou. 2018 veröffentlichte Ousterhout gemeinsam mit Benjamin Anderson eine weitere Monografie zu Haynes, die sich diesmal mit dessen Fotografien von Palmyra aus dem Jahr 1885 beschäftigten, die Haynes auf der Wolfe Expedition anfertigte.